# Ashmira elia
Ashmira elia is een schietmot uit de familie Goeridae.
De soort komt voor in het Oriëntaals gebied.